# Gévrise Émane
Gévrise Émane (Yaoundé, 27 de julho de 1982) é uma judoca francesa que conquistou a medalha de bronze na categoria até 63 kg dos Jogos Olímpicos de Londres 2012.